# Val Gallina
(C. Semenza, "Le utilizzazioni idroelettriche ed irrigue nel bacino del Piave", 1956)
La Val Gallina (o Val Galina) è una valle della provincia di Belluno, situata sulla sinistra idrografica della valle del Piave; dal punto di vista amministrativo, essa è suddivisa fra i comuni di Longarone a nord e Soverzene a sud.

## Geografia
La valle segue un andamento ovest-est ed è caratterizzata nel suo sviluppo dalla presenza dell'omonimo invaso artificiale, che di fatto ne spezza l'andamento: la parte inferiore (verso ovest, dalla confluenza con il Piave sino alla diga), è una stretta ed aspra forra. La parte superiore è più larga, in gran parte ricoperta di fitta boscaglia con ripidi versanti che si rispecchiano nel verde lago e che più in alto diventano tipiche praterie alpine. La valle è racchiusa, procedendo da nord in senso orario, dalle cime dello Spiz Gallina, del Monte Toc, dalle rocciose pareti delle Cime di Pino e del Col Nudo che si raccordano verso sud al Monte Dolada, separando la valle dall'Alpago. Appartata e solitaria, la Val Gallina è inadatta all'insediamento umano; sebbene vi siano ruderi di abitazioni in pietra a testimonianza di antiche attività di lavoro e qualche malga venga tuttora utilizzata stagionalmente, l'unico edificio abitato stabilmente è la guardiania dello sbarramento idroelettrico.

## Accessi alla valle
Il solo accesso stradale alla valle è costituito dalla stretta rotabile asfaltata che collega Soverzene all'invaso artificiale e prosegue poco più addentro alla valle, risalendo lungo il fianco sinistro idrografico di essa. Vi sono poi alcuni sentieri di collegamento, in particolare verso la Val Mesàz e il bacino del Vajont, verso l'Alpago e verso Provagna (frazione di Longarone).

## Galleria d'immagini

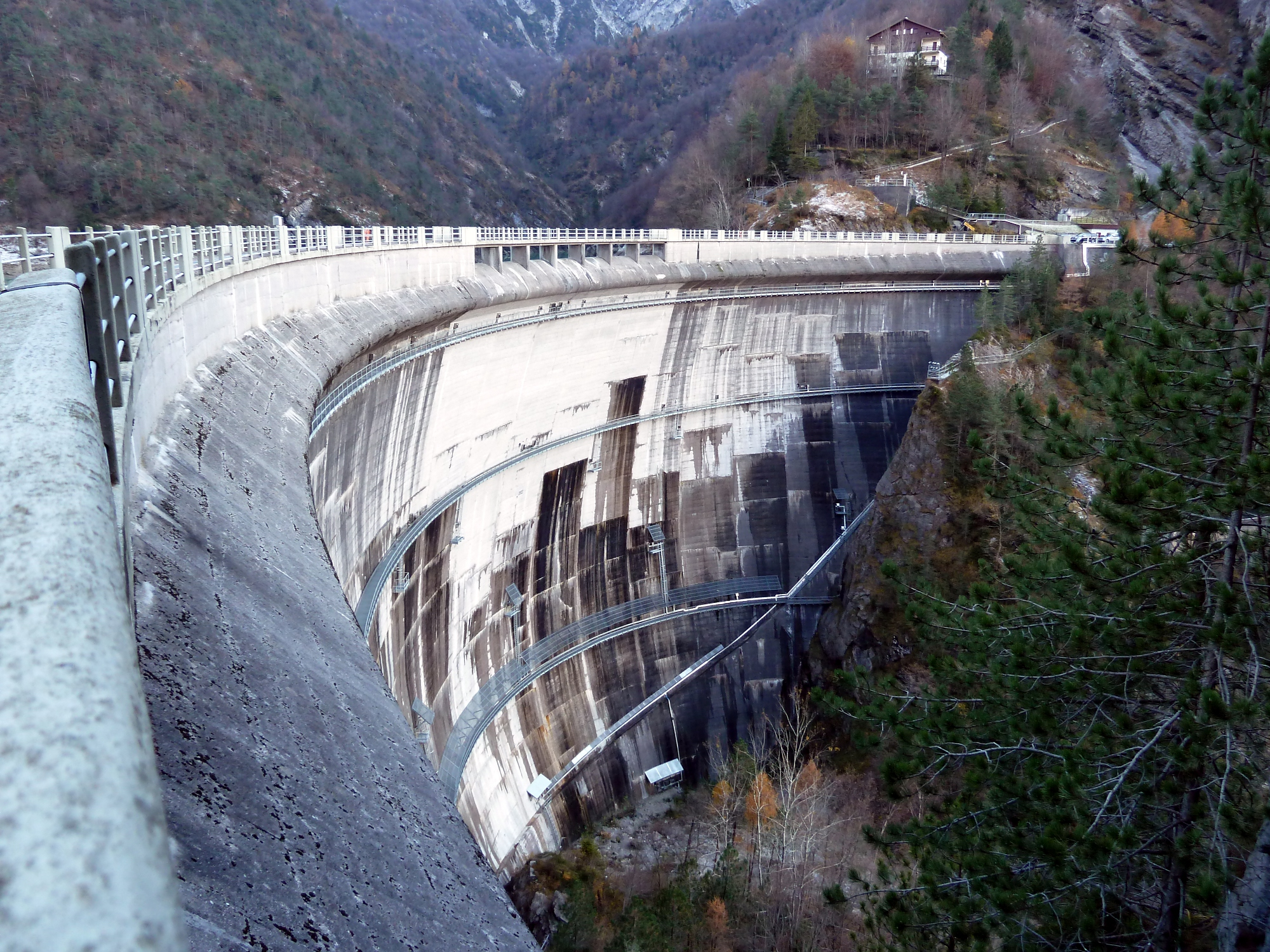
La diga ad arco della Val Gallina.